# أنقليس ثعباني أسود المسام
أنقليس ثعباني أسود المسام (الاسم العلمي: Ophichthus melope) هو نوع من الأنقليس، يتبع فصيلة الأنقليس الثعباني.